# Condado de Galve
El condado de Galve es un título nobiliario español de carácter hereditario concedido por Felipe II de España en 1573 a Baltasar de la Cerda y Mendoza (fallecido en 1578), tercer hijo de Diego Hurtado de Mendoza y Lemos, primer conde de Mélito, y de Ana de la Cerda y Castro, señora de Miedes y Mandayona, nieta del cuarto duque de Medinaceli.
Su denominación hace referencia a la Tierra  de Galve, Galve de Sorbe, en la actual provincia de Guadalajara que se componía de la villa de Galve, y las alquerías de La Huerce, Palancares, Umbralejo, Valdepinillo, Zarzuela de Galve, Valverde de los Arroyos y los despoblados de Peroyuste, Castilviejo y La Mata de Robledo. A la muerte sin sucesión de la IV condesa, el título pasó al principado de Mélito, y tras la muerte del VII conde, pasó al Ducado de Pastrana. En 1849 se le condedió el título a Enrique Fitz-James Stuart, incorporándose más tarde y de manera definitiva al Ducado de Alba de Tormes, siendo su actual propietario Carlos Fitz-James Stuart y Martínez de Irujo, quien ocupa el 17º lugar en la línea condal.

## Lista de Condes de Galve
- Baltasar de la Cerda y Mendoza (1517-1578), I Conde de Galve, tercer hijo de Diego Hurtado de Mendoza y Lemos (1468-1536), I Conde de Melito, y Ana de la Cerda y Castro, Señora de Miedes y Mandayona
- Anna de la Cerda y Mendoza , II condesa de Galve, hija del anterior y Jerónima de Mendoza
- Martín Fernández de HIjar y de la Cerda (? - 1610), IV Conde de Belchite, III Conde de Galve. Hijo de Juan Francisco Cristóbal Fernández de Híjar y Heredia (1552-1614), IV Duque de Hijar, y Anna de la Cerda y Mendoza, segunda condesa de Galve
- Jerónima Fernández de Ijar y de la Cerda (1590-1611), IV condesa de Galve, hermana de la anterior.
- Ruy Gómez de Silva y Mendoza de la Cerda (1585-1626), tercer duque de Pastrana, quinto conde de Galve. Hijo de Rodrigo de Silva y Mendoza, II Duque de Pastrana, y de Ana de Portugal y Borja.
- Alfonso de Silva y Guzmán (1617-1682), VI Conde de Galve, hijo del anterior y Leonor de Guzmán y Silva (1590-1657)
- Diego Francisco de Silva (1621-1686), VII Conde de Galve, hijo de Ruy Gómez de Silva y Mendoza, III duque de Pastrana y Leonor de Guzmán y Silva
- Gaspar de la Cerda Sandoval Silva y Mendoza (1653-1697), VIII Conde de Galve, segundo hijo de Rodrigo Silva y Mendoza (1614-1675), cuarto duque de Pastrana, y Catalina de Sandoval y Mendoza, octava duquesa del Infantado
- José Manuel de Silva Toledo de Guzmán (1681 -?), IX Conde de Galve, hijo del anterior y María de Atocha Ponce de León y Guzmán, V Condesa de Villaverde
- Manuel María José de Silva Mendoza y Haro (1677-1728), décimo conde de Galve, hijo de Gregorio María de Silva y Mendoza , noveno duque del Infantado, y María Méndez de Haro y Guzmán.
- Francisco de Paula de Silva y Álvarez de Toledo (1733-1770), X Duque de Huéscar , undécimo conde de Galve, único hijo de Fernando de Silva y Álvarez de Toledo, XI duque de Alba (1714-1776)
- María del Pilar Teresa Cayetana de Silva y Álvarez de Toledo (1762-1802), XIII duquesa de Alba, XII condesa de Galve. Hija única de Francisco de Paula de Silva y Álvarez de Toledo (1733-1770), X duque de Huéscar (1755-1770) y Mariana del Pilar de Silva-Bazán y Sarmiento.
- Jacobo Fitz-James Stuart y Ventimiglia (1821–1881), XV duque de Alba, XIII conde de Galve, hijo mayor de Carlos Miguel Fitz-James Stuart y Rosalía Ventimiglia di Grammonte i Moncada (1798–1868)
- Carlos Maria Fitz-James Stuart y Palafox (1849-1901), XVI Duque de Alba, decimocuarto conde de Galve. Hijo único de Jacobo Fitz-James Stuart y Ventimiglia (1821–1881), XV duque de Alba (1835–1881). Su madre fue María Francesca de Palafox y Portocarrero de Guzmán y Kirkpatrick (1825–1860)
- Jacobo Fitz-James Stuart y Falco (1878-1953), XVII duque de Alba, XV conde de Galve. Hijo mayor de Carlos María Fitz-James Stuart y Palafox (1849-1901), decimosexto duque de Alba de Tormes (1881-1901), y María del Rosario Falco y Osorio (1854-1904), XXI  condesa de Ciruela
- Cayetana Fitz-James Stuart y Silva (1926-2014), XVIII duquesa de Alba, XVI condesa de Galve. Hija única de Jacobo Fitz-James Stuart y Falco (1878-1953), XVII duque de Alba y María del Rosario de Silva y Gurtubai (1900-1934), X Marquesa de San Vicente del Barco
- Carlos Fitz-James Stuart y Martínez de Irujo (n. 1948), XIX duque de Alba, XVII conde de Galve. Hijo mayor de María del Rosario Cayetana Alfonsa Victoria Eugenia Francisca Fitz-James Stuart y Silva (1926-2014), XVIII duquesa de Alba de su primer matrimonio con Luis Martínez de Irujo y Artascosa (1919-1972).